# 2005 год в истории железнодорожного транспорта
2005 год в истории железнодорожного транспорта

## События

### В России
- 12 июня — в 7:10 утра по Московскому времени на перегоне Узуново — Богатищево Московской железной дороги по причине теракта произошла авария поезда Грозный — Москва.[1].
- 28 марта — на станции Молосковицы (Ленинградская область) столкнулись два грузовых поезда[2].

### В мире
- 9 апреля — открыто движение на участке Иерусалим — Бейт-Шемеш, составляющем часть исторической железной дороги между Иерусалимом и Яффой.
- 13 апреля — министерством транспорта выдана первая лицензия на грузовые перевозки Болгарской железнодорожной компании (en).
- 13 июля — Железнодорожная катастрофа в Готки в Пакистане. По меньшей мере 132 человека погибли.
- 25 апреля — в Японии произошло крупное крушение в Амагасаки.
- 3 октября — в Индии в 400 км к северу от города Бхопала пассажирский поезд Bundelkhand Express сошёл рельсов. Как минимум 16 человек погибли и более 150 человек серьёзно пострадали[3].
- 29 октября — в Индии в штате Андхра-Прадеш сошёл с рельсов пассажирский поезд, несколько вагонов упали в реку. Число жертв аварии достигло 150 человек. Причиной катастрофы стало обрушение железнодорожного моста в результате проливных дождей[4].
- 8 декабря — по Цзитунской железной дороге прошли последние в Китае поезда на паровозной тяге. В тот же день были потушены все оставшиеся в стране паровозы.
- Горная железная дорога Нилгири была добавлена в список Всемирного наследия.

## Новый подвижной состав
- Брянский машиностроительный завод выпустил первый российский магистральный тепловоз 2ТЭ25К
- 17 марта Днепровский электровозостроительный завод совместно с Siemens и Смелянским электромеханическим заводом начал серийное производство грузопассажирских электровозов ДС3 для УЗ

## Персоны

### Скончались
- 20 июля умер Аксёненко, Николай Емельянович — министр путей сообщения в 1997—2002 годах.